# Gutaperka

Struktura chemiczna gutaperki

Gutaperka – substancja pochodzenia naturalnego, pozyskiwana i wykorzystywana w podobny sposób jak kauczuk naturalny, z tą różnicą, że gutaperka jest mniej elastyczna. Jest to poliizopren, zawierający do kilkuset pięciowęglowych jednostek izoprenowych. Występują w nim wiązania podwójne wyłącznie w konfiguracji trans. Niektórzy autorzy polimer określają nazwą gutta (lub guta), zaś nazwą gutaperka — mieszaninę takiego polimeru z alkoholowymi pochodnymi triterpenów. Mieszaniny takie są naturalnym składnikiem soku mlecznego niektórych roślin.
Nazwa gutaperka pochodzi z języka malajskiego: getah = guma, pertja = drzewo z którego pozyskuje się substancję.

## Występowanie
Gutaperka występuje w soku mlecznym wielu gatunków roślin. Największe znaczenie ma rosnący na Półwyspie Malajskim i w Indonezji gutaperkowiec (Palaquium gutta) oraz pochodząca z Ameryki Południowej zwięźla kulista (Mimusops balata). Jest ona także obecna w dużych ilościach u eukomii wiązowatej (Eucommia ulmoides).  
Spośród gatunków europejskich gutaperka stwierdzona została w dużych ilościach w trzmielinie brodawkowatej i zwyczajnej. 

## Właściwości
Wyróżniane są dwie formy gutaperki: alfa i beta. Formy te przechodzą w postać amorficzną i stają się płynne w różnym zakresie temperatur mieszczącym się pomiędzy 40 a 70 °C. Dla formy beta temperatura topnienia jest niższa niż dla formy alfa. Forma alfa jest charakterystyczna dla gutaperki wytwarzanej przez drzewa. Różnią się wielkością cząstek. Gęstość 0,95–1,02 g/cm³.
Wykazuje większą odporność chemiczną niż kauczuk, ma też dużą odporność na czynniki klimatyczne. Ulega starzeniu pod wpływem tlenu atmosferycznego, przekształcając się w kruchą masę, ale można temu zapobiec odpowiednimi dodatkami. Rozpuszczalna w węglowodorach aromatycznych i chlorowanych. Jest dobrym izolatorem elektrycznym.

## Zastosowanie
- produkcja gumy do żucia[1],

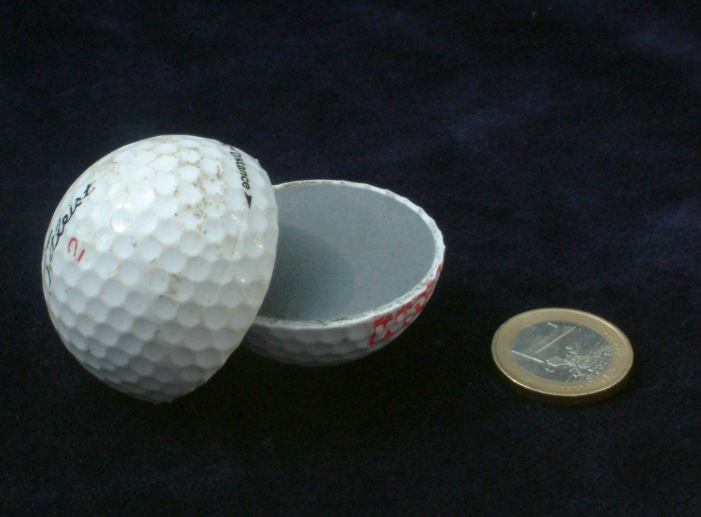
Przekrój przez piłeczkę golfową

- niegdyś duży udział w izolacji kabli elektrycznych[3],
- części aparatury i przyrządów stosowanych w zakładach i laboratoriach chemicznych[3],
- leczenie kanałowe – wypełnianie kanałów zębowych[3],
- produkcja piłek golfowych[7],
- produkcja klejów i papieru gutaperkowego[3],
- wyrób form galwanoplastycznych[3],
- dodawana jest do syntetycznego kauczuku podczas produkcji ebonitu[3],
- tłoki pieczętne z XIX w. i XX w.